# Roger Mortimer (Ritter)
Sir Roger Mortimer (* 1305 oder 1306; † zwischen 3. September 1327 und 27. August 1328) war ein englischer Ritter.
Roger Mortimer entstammte der anglonormannischen Familie Mortimer. Er war der zweite Sohn von Roger Mortimer of Wigmore und dessen Frau Joan de Geneville. Sein Vater war ein bedeutender Marcher Lord, der darauf bedacht war, auch seine jüngeren Söhne angemessen zu versorgen. Der jüngere Roger wurde 1321 mit Joan Butler, einer Tochter des anglo-irischen Adligen Edmund Butler, Earl of Carrick verheiratet.
Als sich Rogers Vater wenig später an der Rebellion der Marcher Lords gegen den königlichen Günstling Hugh le Despenser beteiligte und damit die Gunst von König Eduard II. verlor, übertrugen seine Eltern ihre irischen Besitzungen an Roger. Nachdem sein Vater sich im Januar 1322 dem König ergeben musste, wurden Roger und sein älterer Bruder Edmund verhaftet und in Windsor Castle inhaftiert. Als sein Vater im September 1326 mit einem Heer in England landete, um die Herrschaft von Eduard II. zu stürzen, wurden Roger, Edmund und ihr jüngerer Bruder John am 1. Oktober in den Tower of London verlegt. Nachdem die Herrschaft von Eduard II. in London wenig später zusammenbrach, wurde der Tower am 16. Oktober den Aufständischen übergeben und die Brüder kamen frei.
Roger, Edmund und ihr Bruder Geoffrey wurde anlässlich der Krönung von Eduard III. am 1. Februar 1327 von Henry of Lancaster zum Ritter geschlagen. Rogers Frau war inzwischen kinderlos gestorben. Sein Vater, der inzwischen de facto die Regentschaft für den minderjährigen Eduard III. führte, plante, ihn mit Marie de Saint-Pol, der jungen Witwe des Earl of Pembroke zu verheiraten. Am 3. September 1327 genehmigte der König die Heirat, doch Roger starb offenbar wenig später, bevor er Marie geheiratet hatte. Am 27. August 1328 übergab sein Vater die irischen Besitzungen an Rogers jüngeren Bruder John, der jedoch bereits kurz darauf bei einem Turnier in Shrewsbury ums Leben kam.